# Jgeriani
Jgeriani (en georgiano: ჯგერიანი; en abjasio: Џьгьериан, romanizado: Jgerian) es una aldea que pertenece a la parcialmente reconocida República de Abjasia, dentro del distrito de Ochamchire, aunque de iure es parte del municipio de Ochmachire de la República Autónoma de Abjasia de Georgia.

## Toponimia
La aldea se conocía anteriormente como Lanyona (en georgiano: ლანჯონა).

## Geografía
Jgeriani se encuentra en las estribaciones montañosas de Abjasia, a 40 km de Ochamchire. Las aldea se administra desde el pueblo de Reka. 